# Conchita Montenegro

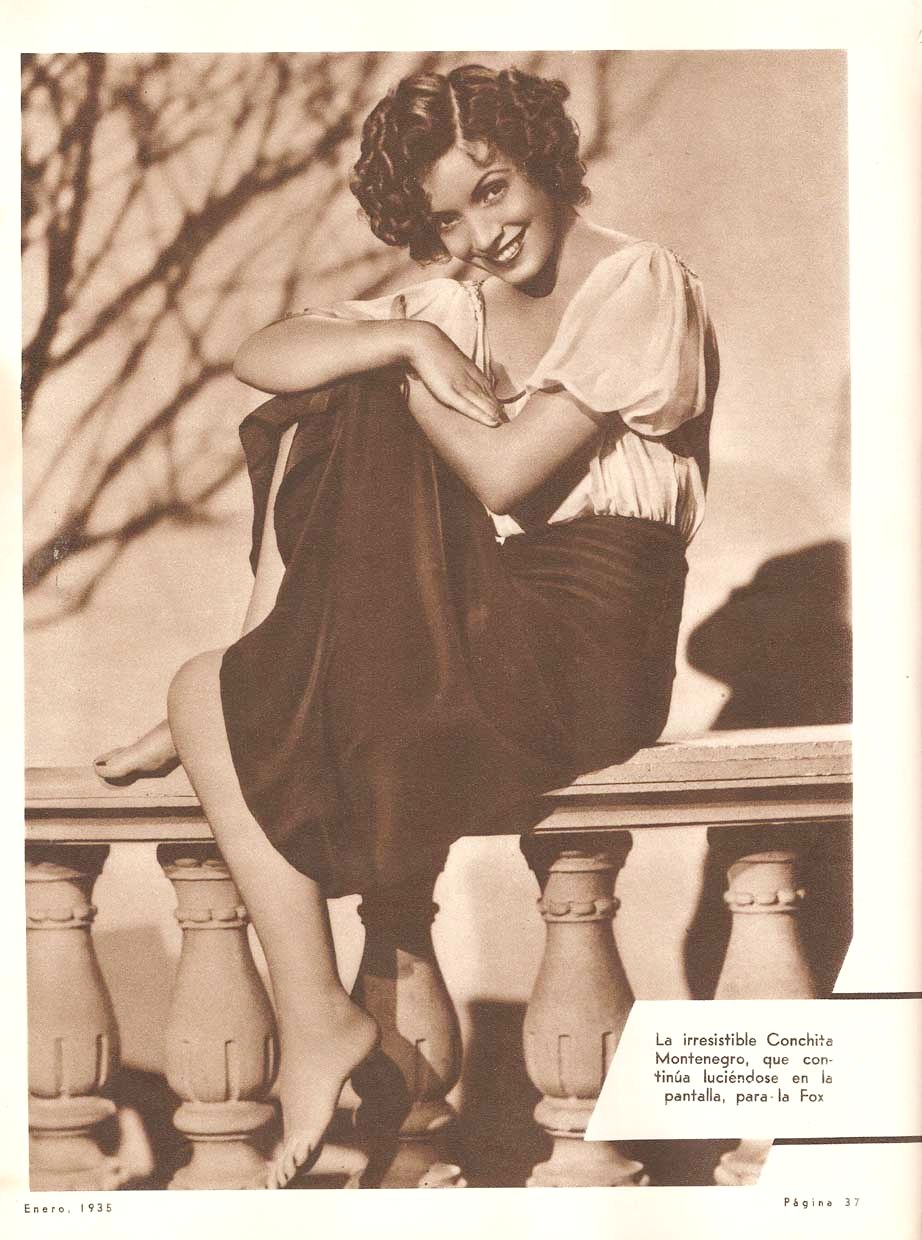
Photographiée en 1935

Conchita Montenegro est une actrice et danseuse espagnole, de son vrai nom Concepción Andrés Picado, née le 11 septembre 1911 à Saint-Sébastien (Pays basque), morte le 22 avril 2007 à Madrid.

## Biographie
Par ailleurs danseuse (sa formation initiale), elle débute au cinéma sous le pseudonyme de Conchita Montenegro, à l'occasion de trois films muets espagnols sortis en 1927. L'année suivante (1928), elle tourne un premier film français (également muet), La Femme et le Pantin — une des adaptations du roman éponyme de Pierre Louÿs —, réalisé par Jacques de Baroncelli et sorti en 1929.
En 1930, elle se déplace à Hollywood à la faveur d'un contrat avec la Metro-Goldwyn-Mayer et contribue à quelques films américains pour cette firme (sortis en 1930-1931), avant quelques autres au sein de la Fox Film Corporation, jusqu'en 1935. Le plus souvent, il s'agit de films tournés en espagnol (parfois versions linguistiques alternatives), mais pas exclusivement. De cette période américaine, retenons Laughing at Life (en) de Ford Beebe (1933, avec Victor McLaglen) et Caravane d'Erik Charell (1934, version française alternative, avec Charles Boyer et Annabella).
Par la suite, Conchita Montenegro apparaît encore dans des films espagnols, français et italiens, des coproductions italo-espagnoles, et un film argentin, entre 1936 et 1944, année où elle se retire définitivement de l'écran, après seulement une quarantaine de longs métrages. De cette ultime période, mentionnons L'Or du Cristobal de Jean Stelli et Jacques Becker, sorti en 1940, avec Albert Préjean et Charles Vanel.

## Filmographie partielle
- 1927 : La muñeca rota de Reinhardt Blothner (film espagnol)
- 1927 : Sortilegio d'Agustín de Figueroa (film espagnol)
- 1927 : Rosa de Madrid d'Eusebio Fernández Ardavín (film espagnol)
- 1929 : La Femme et le Pantin de Jacques de Baroncelli (film français)
- 1930 : Sevilla de mis amores de Ramón Novarro (film américain ; version espagnole alternative de Call of the Flesh de Charles Brabin, sorti la même année)
- 1930 : De frente, marchen de Salvador de Alberich et Edward Sedgwick (film américain ; version espagnole alternative de Buster s'en va-t'en guerre — Doughboys — d'Edward Sedgwick, sorti la même année)
- 1931 : En cada puerto un amor de Carlos F. Borcosque et Marcel Silver (film américain ; version espagnole alternative de Way for a Sailor de Sam Wood, sorti en 1930)
- 1931 : Strangers May Kiss de George Fitzmaurice (film américain)
- 1931 : Se última noche de Carlos F. Borcosque et Chester M. Franklin (film américain)
- 1931 : Never the Twain shall meet de W. S. Van Dyke (film américain)
- 1931 : Hay que casar al príncipe de Lewis Seiler (film américain)
- 1931 : The Cisco Kid d'Irving Cummings (film américain)
- 1932 : The Gay Caballero] d'Alfred L. Werker (film américain)
- 1932 : Marido y mujer de Bert E. Sebell (film américain ; version espagnole alternative de Bad Girl de Frank Borzage, sorti en 1931)
- 1933 : Dos noches de Carlos F. Borcosque (film américain ; version espagnole alternative de Revenge at Monte Carlo de William Reeves Easton, sorti la même année)
- 1933 : Laughing at Life de Ford Beebe (film américain)
- 1933 : Melodía prohibida de Frank R. Strayer (film américain)
- 1934 : Granaderos del amor de John Reinhardt et Miguel de Zárraga (film américain)
- 1934 : Handy Andy de David Butler (film américain)
- 1934 : Caravane d'Erik Charell (film franco-austro-américain ; version française alternative de Caravan d'Erik Charell, sorti la même année)
- 1934 : Hell in the Heavens de John G. Blystone (film américain)
- 1935 : Asegure a su mujer de Lewis Seiler (film américain)
- 1936 : La Vie parisienne de Robert Siodmak (film français)
- 1936 : Parisian Life de Robert Siodmak (film français ; version anglaise alternative du précédent)
- 1938 : Lumières de Paris de Richard Pottier (film français)
- 1939 : El grito de la juventud de Raul Roulien[2] (film argentin)
- 1940 : Yó soy mi rival de Luis Marquina (film italo-espagnol)
- 1940 : L'uomo del romanzo de Mario Bonnard et Luis Marquina (film italo-espagnol ; version italienne alternative du précédent)
- 1940 : L'Or du Cristobal de Jean Stelli et Jacques Becker (film français)
- 1940 : La Naissance de Salomé (La nascita di Salomè) de Jean Choux (film italo-espagnol)
- 1940 : Amore di ussaro de Luis Marquina (film italo-espagnol)
- 1940 : Melodie eterne de Carmine Gallone (film italien)
- 1941 : Complot à Florence ou L'Enfant du meurtre (Giuliano de' Medici) de Ladislas Vajda (film italien)
- 1942 : Rojo y negro de Carlos Arévalo (film espagnol)
- 1942 : Boda en el infierno d'Antonio Román (film espagnol)
- 1943 : Ídolos de Florián Rey (film espagnol)
- 1944 : Aventura de Jerónimo Mihura (film espagnol)
- 1944 : Lola Montes d'Antonio Román (film espagnol)